# Catedral de Basilea
La Catedral de Santa María de Basilea (en alemán: Basler Münster o Mariendom Basel) es uno de los edificios más representativos de la ciudad de Basilea, Suiza. La iglesia se construyó en estilo tardorrománico y fue parcialmente derruida durante el terremoto de Basilea de 1356, siendo posteriormente reconstruida ya en estilo gótico por Johannes Gmünd, y ampliada en 1421 por el arquitecto Ulrich von Ensingen. La torre sur fue finalizada en 1500 por Hans von Nußdorf.
El edificio se caracteriza por sus dos torres de fachada de piedra arenisca: la torre norte o Georgsturm (torre de San Jorge) de 64,2 m y la torre sur o Martinsturm (torre de San Martín) de 62,7 m.
Inicialmente católica, hoy es una iglesia reformada desde la Reforma protestante que se implantó en Basilea en 1529. En su interior se encuentran enterrados Erasmo de Róterdam y Jakob Bernoulli, entre otros.
Frente a la catedral se encuentra la Münsterplatz que lleva su nombre, así como el Gymnasium am Münsterplatz, el instituto de enseñanza secundaria más antiguo de la ciudad de Basilea.

## Historia
Se cree que la colina en donde se ubica la catedral estuvo edificada al menos desde el siglo I a. C., con un pequeño templo que posteriormente fue suplantado por un campamento romano. A principios del s. XI el obispo Adalberto II ordena la construcción de una catedral de tres naves, la cual se terminó en torno a 1225, en estilo románico tardío. Tras el terremoto se derrumbaron cinco torres y varias partes del edificio, que fueron reconstruidos en el nuevo estilo gótico, y en 1363 se consagra el altar principal de la nueva catedral. En 1421 Ulrich von Ensingen —constructor de las torres de Ulm y Estrasburgo— inicia la ampliación de la torre norte, finalizada en 1429 y se completa el 23 de julio de 1500, a cargo de Hans von Nussdorf. Desde entonces se han realizado varias reformas menores, incluyendo el cierre de la cripta este y su reapertura en 1975.

## Modelos

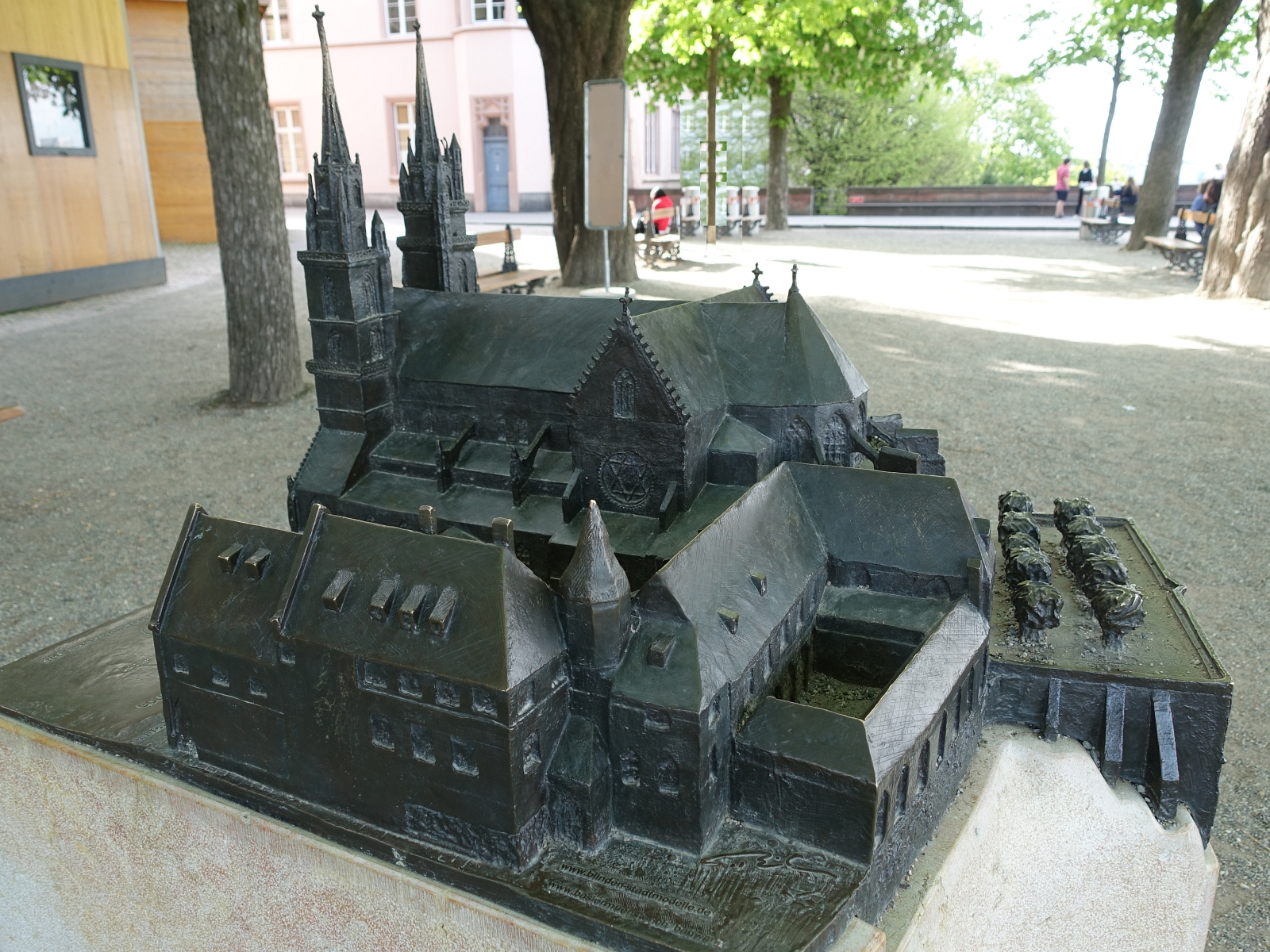
Modelo Instalado directamente en la fachada posterior

Tras la fachada posterior de la catedral, se puede encontrar un modelo de bronce de gran detalle, especialmente instalado para personas con discapacidad visual.

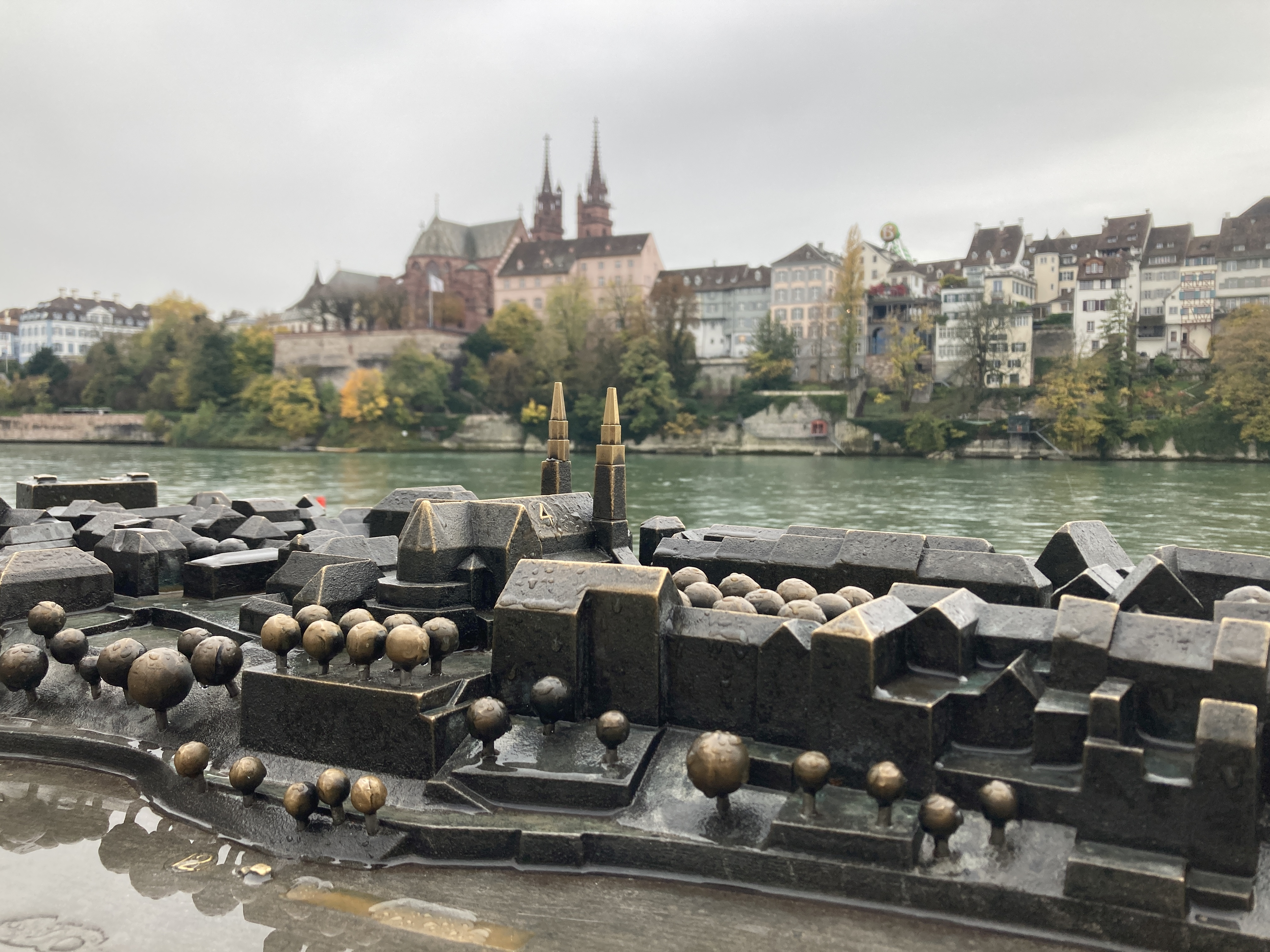
Modelo de contexto del centro histórico de la ciudad de Basilea (escala 1:500)

Cruzando el Rin, justo en frente de la catedral y a los pies del callejón Reverenzgässlein, se puede encontrar un modelo en bronce de la catedral con su emplazamiento cercano. Está instalado para que turistas videntes y no videntes puedan palpar con sus propias manos el casco antiguo de la ciudad de Basilea y las dos torres de la catedral.
En el Parque de Suiza en Miniatura de Melide en el cantón del Tesino, se encuentra un modelo de la catedral con gran nivel de detalle y color.

Catedral de Basilea - Basler Münster
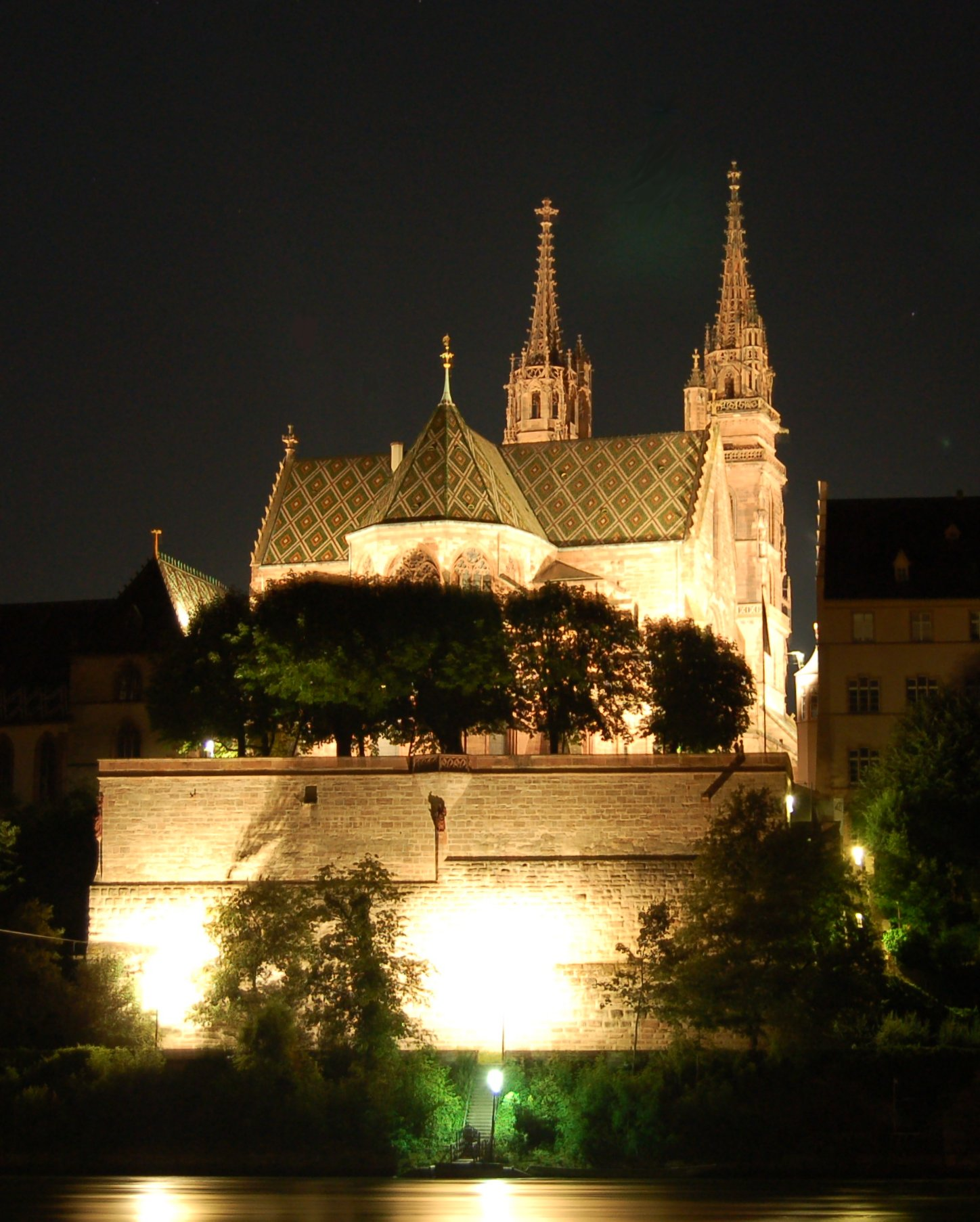
Vista nocturna de la catedral desde el Rin.
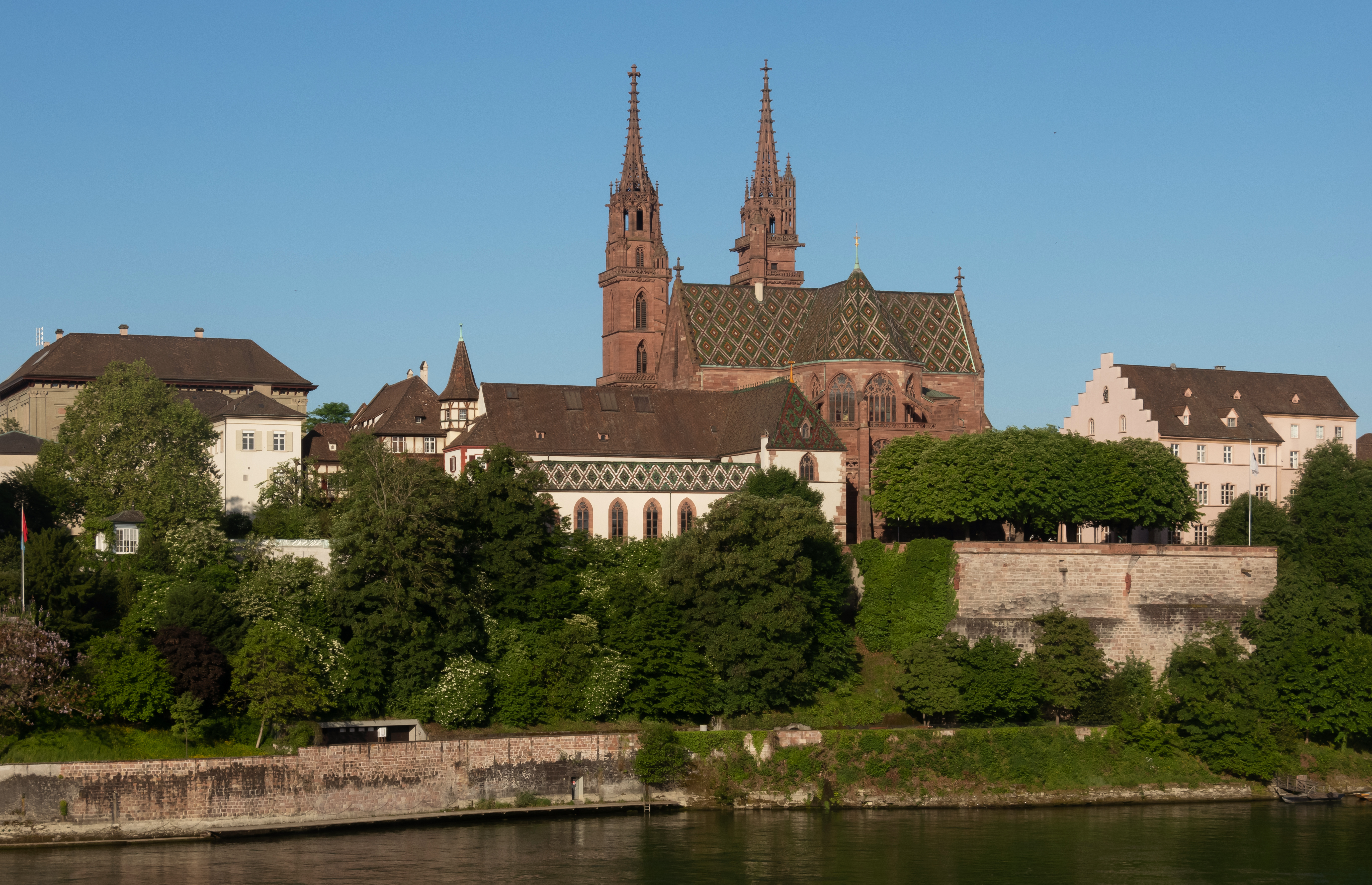
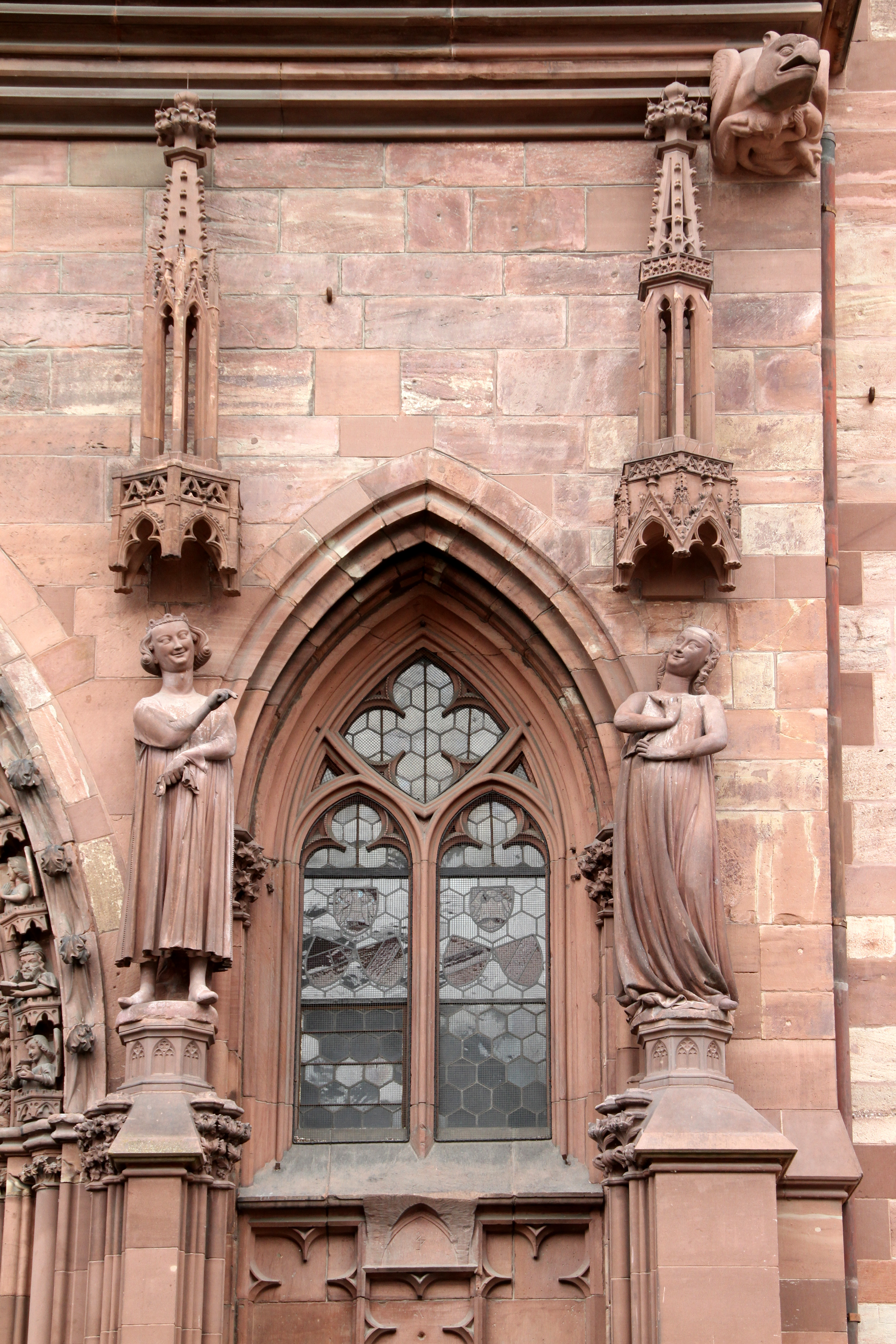
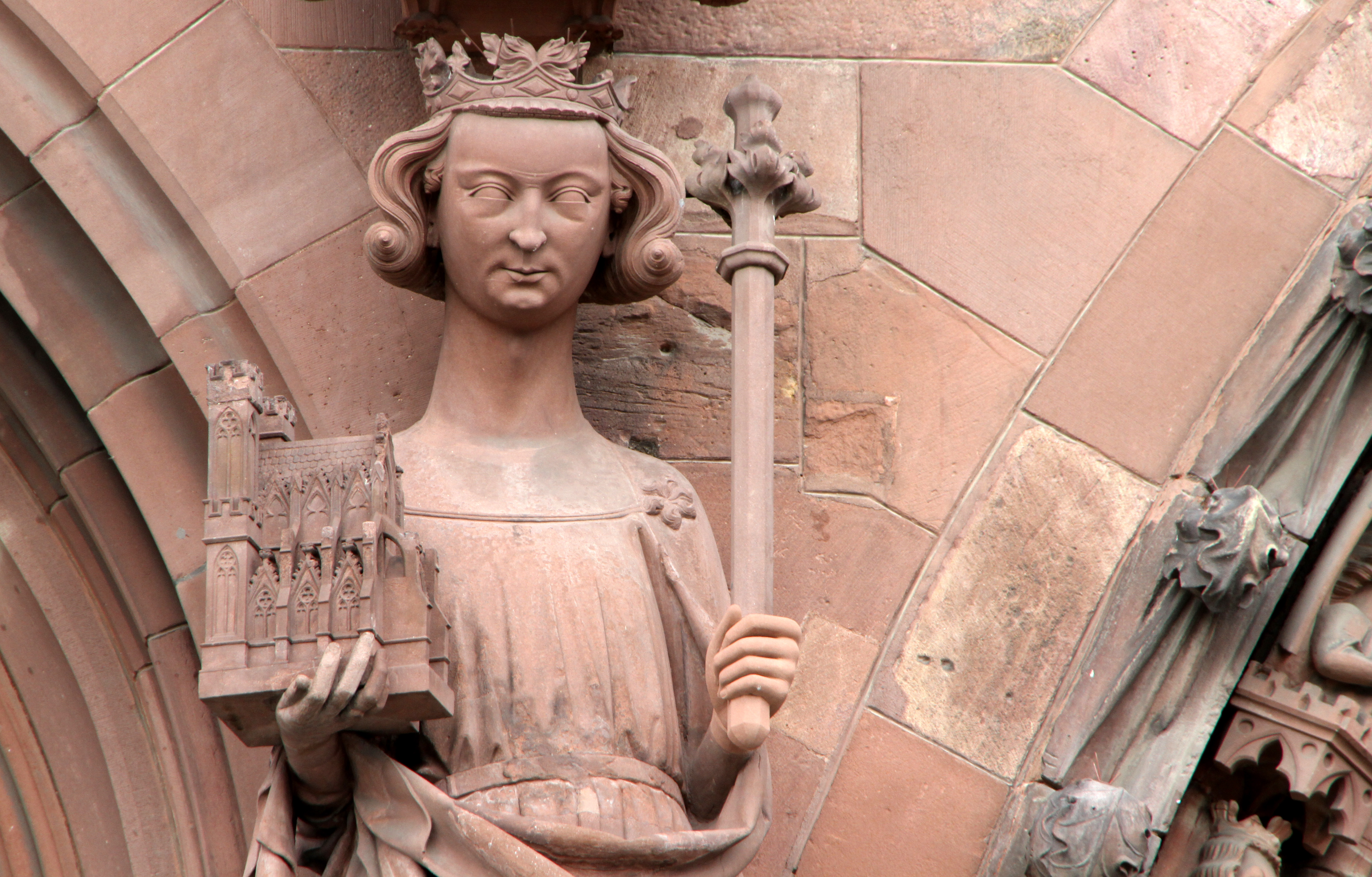
El Emperador Enrique II
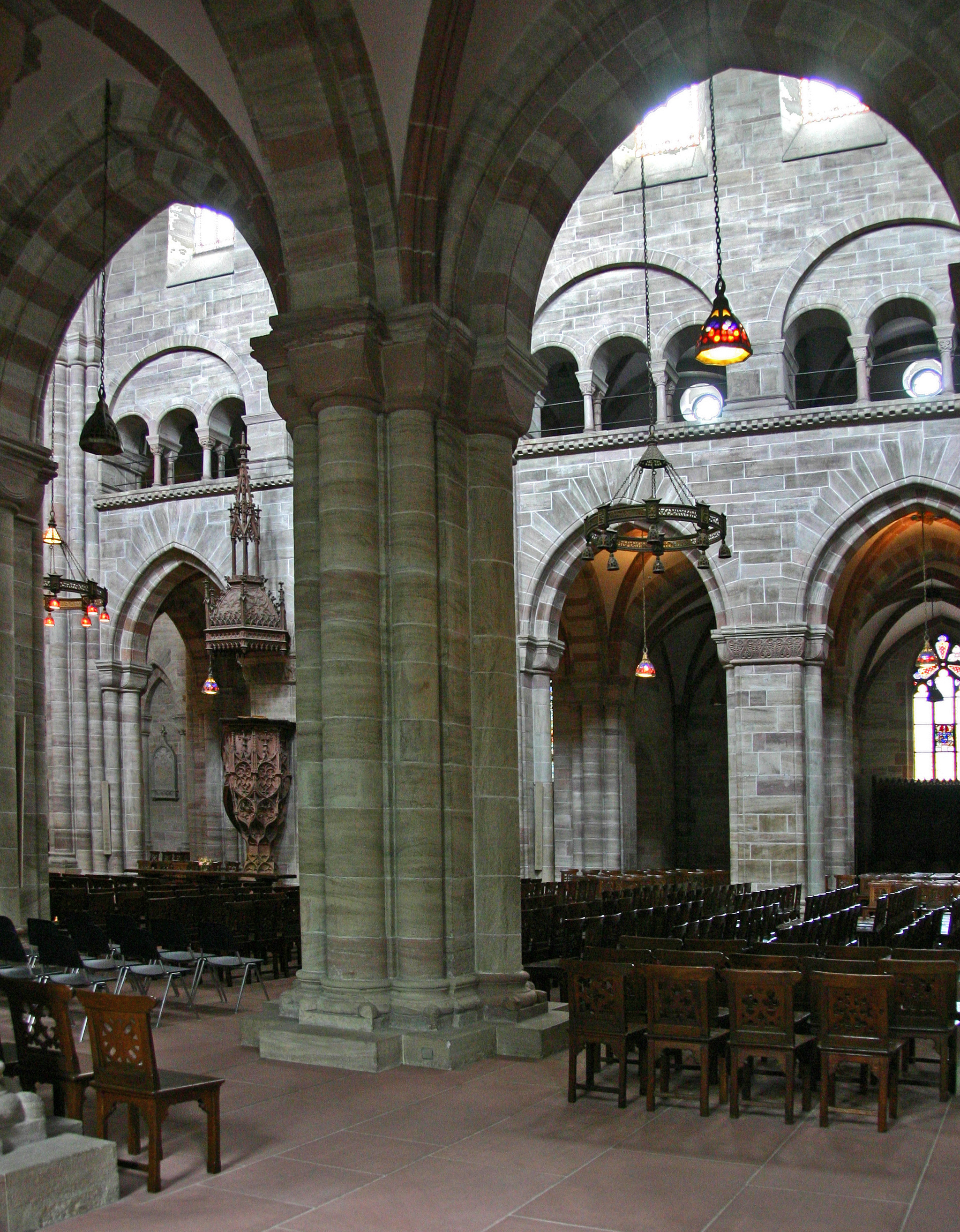
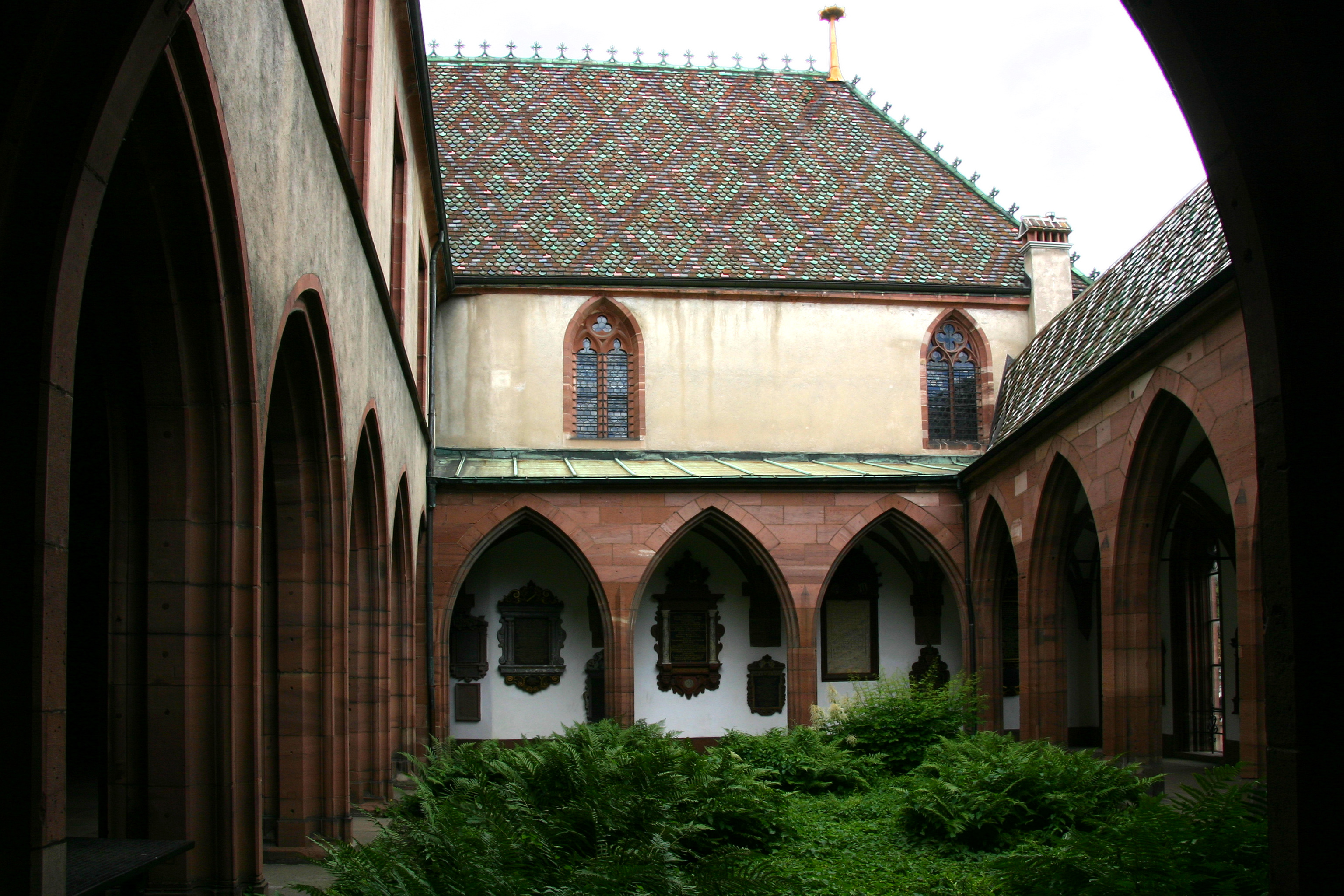
Claustro
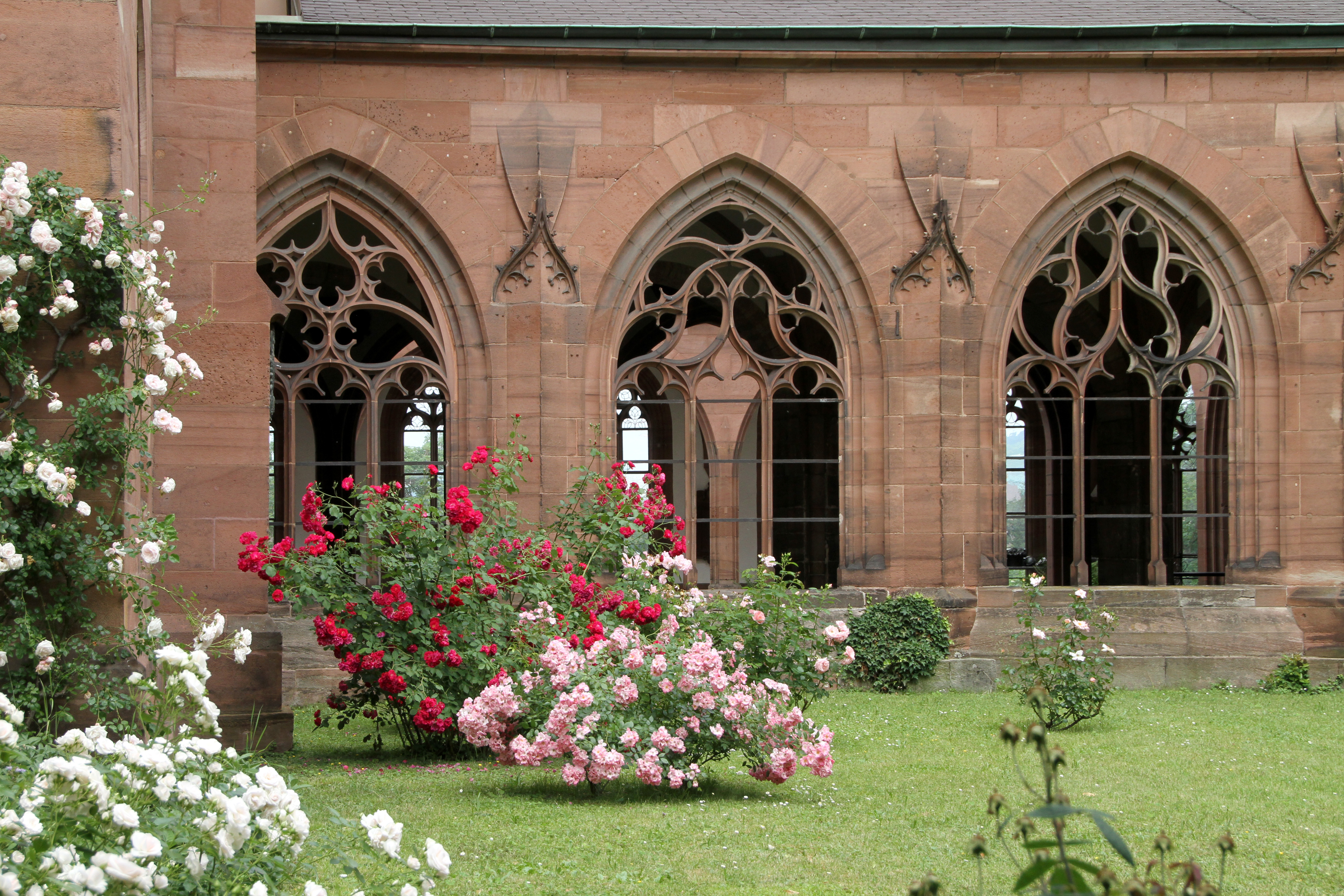
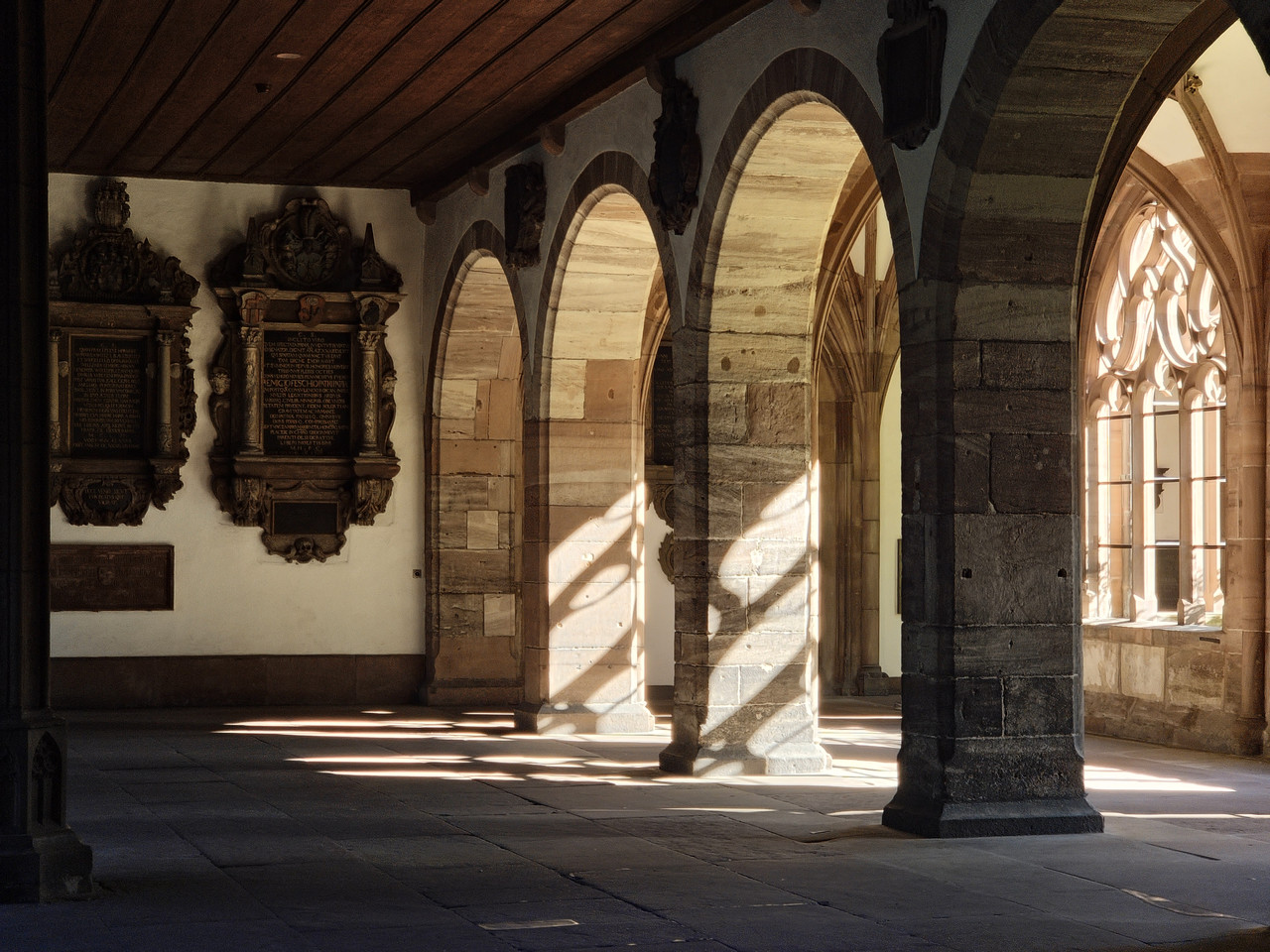
Arcos del claustro
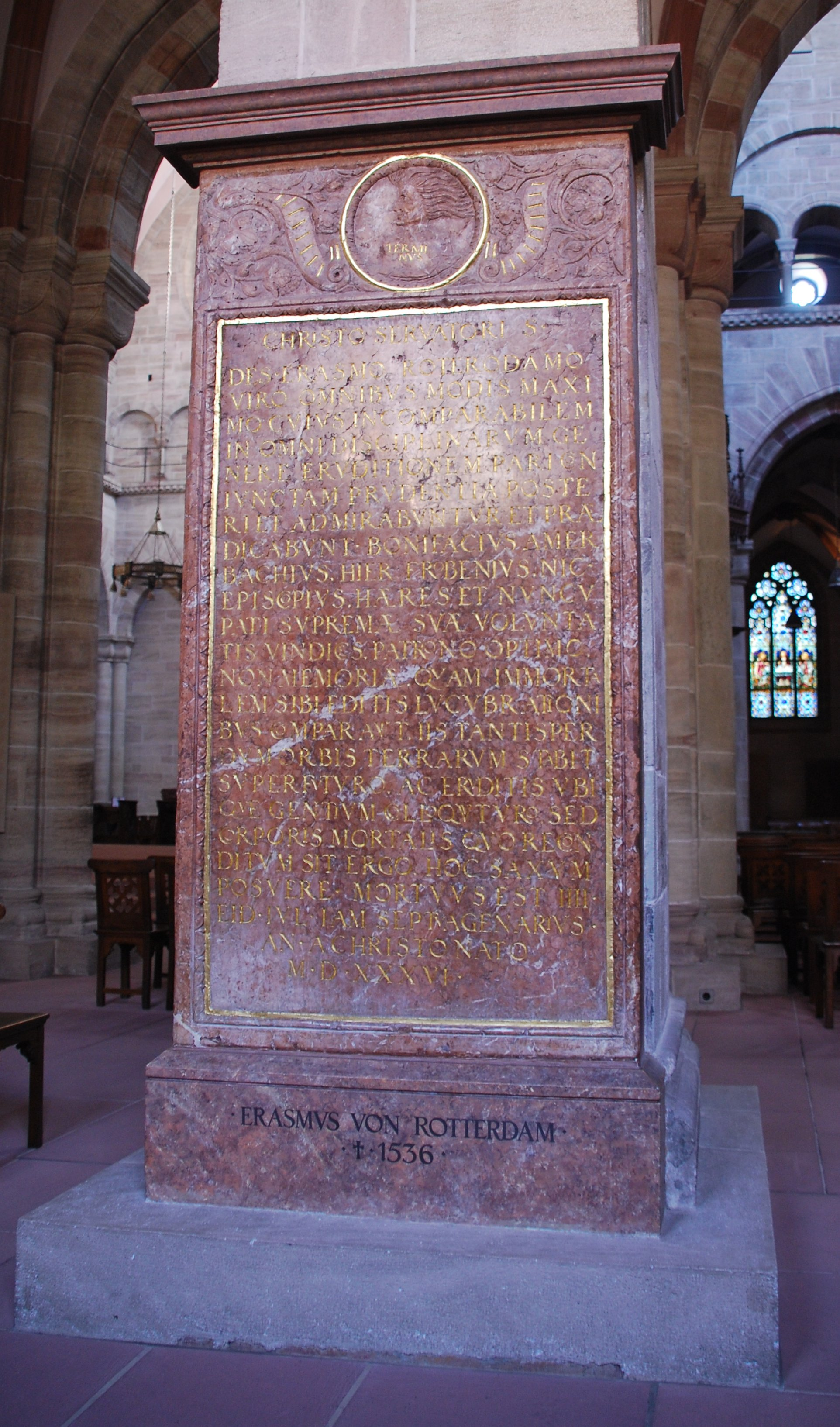
Epitafio de Erasmo.
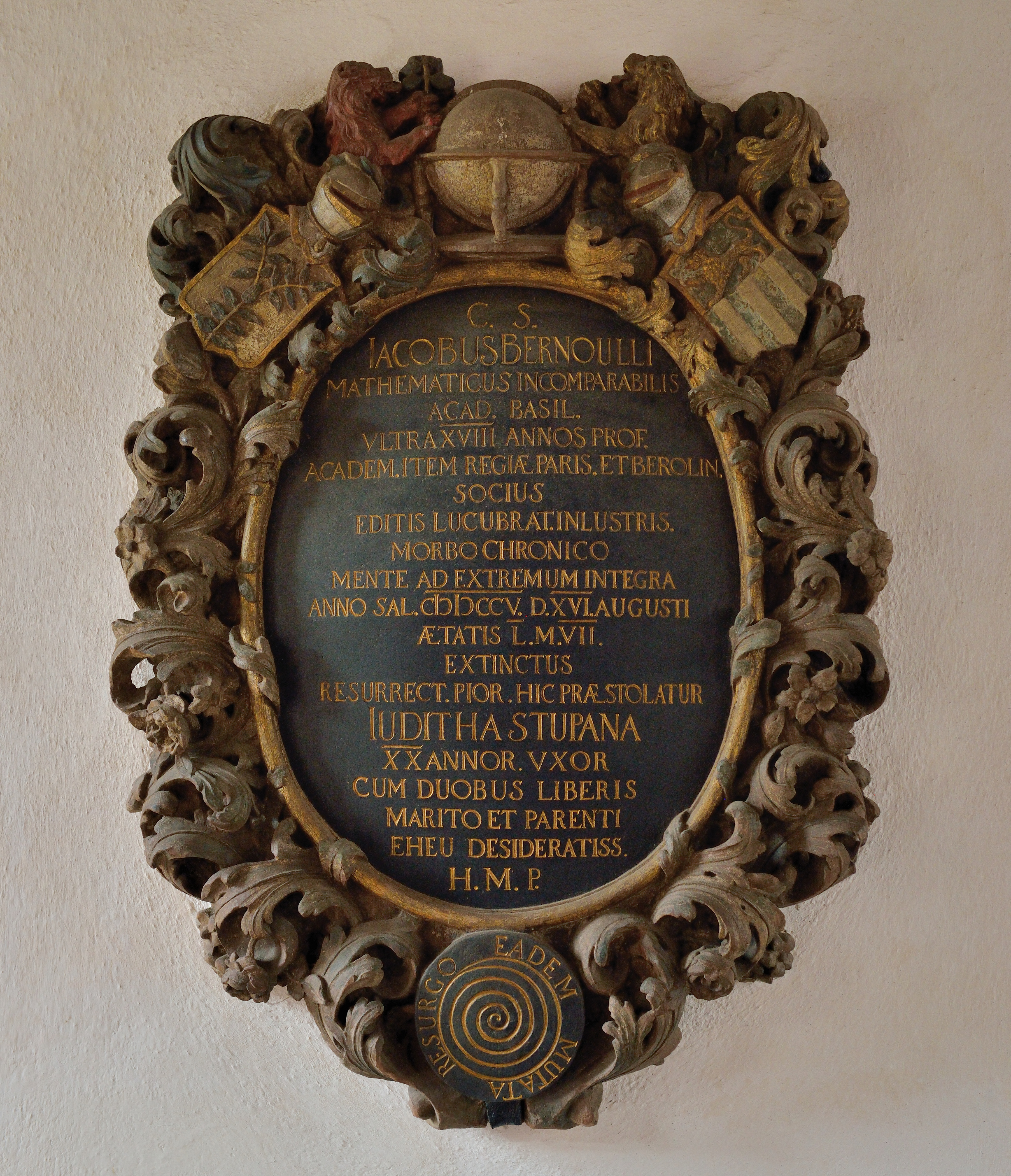
Epitafio de Bernoulli en el claustro.